# Chiesa di San Giorgio Martire (Teglio Veneto)
La chiesa di San Giorgio Martire è la parrocchiale di Teglio Veneto, in città metropolitana di Venezia e diocesi di Concordia-Pordenone; fa parte della forania del Portogruarese.

## Storia
La pieve di Teglio, dedicata fino al IX secolo a San Giacomo, sorse presumibilmente tra i secoli IV e V. Nel XIII secolo il territorio sottoposto alla pieve di Portovecchio venne unito a quello della pieve di Teglio, per poi esserne nuovamente distaccato nel 1583-84.
L'antica pieve di Teglio, situata all'interno del cimitero, venne demolita verso la fine dell'Ottocento.
L'attuale chiesa, sorta a poche centinaia di metri dal punto in cui sorgeva l'antica pieve, fu costruita tra il 1884 e il 1888 e consacrata il 18 maggio 1896 da Pietro Zamburlini, arcivescovo di Udine e amministratore apostolico di Concordia.